# 週末めとろポリシャン♪
週末めとろポリシャン♪（しゅうまつ・めとろ・ポリシャン）は、東京メトロポリタンテレビジョン（TOKYO MX）で、2013年1月11日から2017年3月25日まで毎週土曜日昼前に生放送されていた情報番組。

## 概要
2013年1月11日、東京の週末を豊かにする情報ライフライン番組をコンセプトに、半蔵門メディアセンターより生放送開始。
行って得する「行っ得」レジャースポット、ニューオープンのカフェやショッピングモールなど、東京の最先端の情報はもちろん、図書館・博物館・美術館などシニア層に人気のスポットまで、生活に密着したお得な情報を幅広く取り上げていく。
2014年4月4日、主婦からシニアの皆様でも共感しやすい「健康」にも重点を置き、「ココロとカラダを元気にするステキな1時間!」を新コンセプトに番組をリニューアル。
「カラダが元気になれば、ココロも元気になる!ココロが元気になれば、イキイキ・ワクワクした毎日を過ごすことができる!」と見るだけで視聴者が元気になるような番組を目指すという。

### 番組の沿革
- 2013年1月11日：番組開始。放送時間は毎週金曜11:30～11:55。メインパーソナリティは松尾雄治と中村アン。
- 2013年4月5日：放送時間が11:30～12:00に変更。
- 2013年10月4日：放送時間が11:00～12:00に変更。新たにMCとして元日本テレビアナウンサーの阿部哲子と山本舞衣子が隔週で担当。
- 2014年4月4日：放送時間が11:00～11:55に変更。阿部哲子と山本舞衣子に代わり、同年3月まで放送されていた『5時に夢中!サタデー』のレギュラーだった町亞聖と寺田真二郎が新レギュラー入り。
- 2014年10月3日：放送時間が11:15～12:10に変更。
- 2014年10月24日：大井競馬場において、平成26年度第12回開催（10月20日 - 24日）を「東京メトロポリタンウィーク」と称して開催されることに伴い、当番組の冠レース「週末めとろポリシャン賞」を第10レースとして開催。MCの松尾が表彰式プレゼンターを務める。TOKYO MXの番組を冠したレースは、2013年7月9日の「もうすぐ2000回 5時に夢中!賞」以来。
- 2015年4月4日：放送曜日が初めて土曜日に移動。放送時間も10:30～11:25に変更された。また、ブレークを果たした中村アンは番組を卒業し、新メインパーソナリティとして朝比奈彩を迎える。BGMに沢田研二の曲が多く使われ始め、オープニングテーマはTOKIOになる。他に勝手にしやがれ、サムライ、おまえにチェックインを使用。
- 2016年4月2日：放送時間を30分繰り下げて11:00～11:55に変更。
- 2017年3月25日：最終回。4年3ヶ月の歴史に幕を閉じた。事実上の後継番組は『週末ハッピーライフ! お江戸に恋して』であり、『5時に夢中!サタデー』から続いていたレギュラーだった町・寺田が卒業し、それ以外のレギュラーメンバー（松尾・朝比奈・堀口）が続投する。

## 出演者
メインパーソナリティ
- 松尾雄治
- 中村アン（2013年1月11日 - 2015年3月27日）
- 朝比奈彩（2015年4月4日 - 最終回）

MC（進行）
- 阿部哲子（隔週、2013年10月 - 2014年3月）
- 山本舞衣子（隔週、2013年10月 - 2014年3月）
- 町亞聖（2014年4月4日 - 最終回 ） - 『5時に夢中!サタデー』および『ニッポン・ダンディ』終了に伴い、この番組へ異動。

レギュラー
- 寺田真二郎（2014年4月4日 - 最終回） - 『5時に夢中!サタデー』終了に伴い、この番組へ異動。

朝比奈彩の勝手に江戸小町　案内人
- 瀧島有（2016年4月2日 - 6月25日）
- 堀口茉純（2016年7月2日 - 最終回）　-　ゲストとしてスタジオに出演することもある。

ナレーター
- グローバー義和　-　出張ロケスペシャルの際、ナレーションを務めている。通常回にゲストとして出演することもある。

## タイムテーブル
下記は概ねのもので、状況により前後することがある。
| 11:00 - 11:03 | オープニング・ゲスト紹介                                   | オープニング・ゲスト紹介                                   | オープニング・ゲスト紹介                                   | オープニング・ゲスト紹介                                   | オープニング・ゲスト紹介                                   |
| 11:03 - 11:17 | ようこそ!ポリシャン                                        | ようこそ!ポリシャン                                        | ようこそ!ポリシャン                                        | ようこそ!ポリシャン                                        | ようこそ!ポリシャン                                        |
| 11:17 - 11:27 | 朝比奈彩の勝手に江戸小町                                   | 朝比奈彩の勝手に江戸小町                                   | 朝比奈彩の勝手に江戸小町                                   | 朝比奈彩の勝手に江戸小町                                   | 朝比奈彩の勝手に江戸小町                                   |
| 11:27 - 11:37 | 教えて区長東京23区                                         | 教えて区長東京23区                                         | 教えて区長東京23区                                         | 教えて区長東京23区                                         | 教えて区長東京23区                                         |
| 11:37 - 11:47 | カラダにうれしい真ちゃんゴハン                             | カラダにうれしい真ちゃんゴハン                             | カラダにうれしい真ちゃんゴハン                             | カラダにうれしい真ちゃんゴハン                             | カラダにうれしい真ちゃんゴハン                             |
| 11:47 - 11:52 | エンディング・視聴者からのメッセージ紹介・来週のゲスト紹介 | エンディング・視聴者からのメッセージ紹介・来週のゲスト紹介 | エンディング・視聴者からのメッセージ紹介・来週のゲスト紹介 | エンディング・視聴者からのメッセージ紹介・来週のゲスト紹介 | エンディング・視聴者からのメッセージ紹介・来週のゲスト紹介 |

## ゲスト一覧
| 2015年放送リスト | 2015年放送リスト                                    | 2015年放送リスト |
| 日時             | ゲスト                                              |                  |
| ---------------- | --------------------------------------------------- | ---------------- |
| 4月4日           | 堀尾正明                                            |                  |
| 5月16日          | ひびこ・イスカンダル(おネエ祈祷師)                  |                  |
| 5月23日          | ミサコ・ロックス(コミックアーティスト)              |                  |
| 6月13日          | 近藤等則(トランペット奏者) ユージ                   |                  |
| 6月20日          | IZAM                                                |                  |
| 6月27日          | ソレ・ミオ(ボーカル・トリオ) 笹沼彩子(雑誌ar編集長) |                  |
| 7月11日          | 山岡朝子(雑誌CHANTO編集長)                          |                  |
| 7月18日          | 田中直樹                                            |                  |
| 8月1日           | やまもとまさみ                                      |                  |
| 8月8日           | 岩本輝雄                                            |                  |
| 8月15日          | 竹田純                                              |                  |
| 8月22日          | 笹沼彩子(雑誌ar編集長)                              |                  |
| 8月29日          | ミサコ・ロックス                                    |                  |
| 9月5日           | エミ・マイヤー                                      |                  |
| 9月12日          | 桂雀々                                              |                  |
| 9月19日          | 尾方蝶嘉(筑前琵琶奏者)                              |                  |
| 9月26日          | うまたせ(大井競馬場イメージキャラクター)            |                  |
| 10月3日          | 安岡力斗(安岡力也の息子)                            |                  |
| 10月10日         | 山岡朝子(雑誌CHANTO編集長)                          |                  |
| 10月17日         | 吉田潤喜(ヨシダグループ会長)                        |                  |
| 10月24日         | 田村亮(ロンドンブーツ1号2号)                        |                  |
| 10月31日         | グローバー義和                                      |                  |
| 11月7日          | 深沢邦之(Take2)                                     |                  |
| 11月14日         | 池田純矢                                            |                  |
| 11月21日         | 愛原実花                                            |                  |
| 11月28日         | 北洞誠一                                            |                  |
| 12月5日          | 山岡朝子(雑誌CHANTO編集長)                          |                  |
| 12月12日         | 笹沼彩子(雑誌ar編集長)                              |                  |
| 12月19日         | 嘉門達夫                                            |                  |

| 2016年放送リスト | 2016年放送リスト                                                   | 2016年放送リスト |
| 日時             | ゲスト                                                             |                  |
| ---------------- | ------------------------------------------------------------------ | ---------------- |
| 1月9日           | 優木まおみ                                                         |                  |
| 1月16日          | 笹沼彩子(雑誌ar編集長)                                             |                  |
| 1月23日          | 吉田潤喜(ヨシダグループ会長)                                       |                  |
| 1月30日          | SHEILA                                                             |                  |
| 2月6日           | まこみな                                                           |                  |
| 2月13日          | グローバー義和(代理MCも兼ねて)                                     |                  |
| 2月20日          | 把瑠都 把瑠都夫人・エレーナ                                        |                  |
| 2月27日          | 小島よしお                                                         |                  |
| 3月5日           | 山岡朝子(雑誌CHANTO編集長)                                         |                  |
| 3月12日          | 片岡安祐美(代理MCも兼ねて)                                         |                  |
| 3月19日          | 根本要(スターダスト☆レビュー)                                      |                  |
| 3月26日          | 元木大介                                                           |                  |
| 4月2日           | 田丸麻紀                                                           |                  |
| 4月9日           | 風見しんご                                                         |                  |
| 4月16日          | KONISHIKI                                                          |                  |
| 4月23日          | 有村昆                                                             |                  |
| 4月30日          | 島田洋七                                                           |                  |
| 5月7日           | プリンセス天功                                                     |                  |
| 5月14日          | ざわちん                                                           |                  |
| 5月21日          | 吉田潤喜(ヨシダグループ会長)                                       |                  |
| 5月28日          | 真壁刀義 福田彩乃(代理MCも兼ねて)                                  |                  |
| 6月4日           | ビートきよし                                                       |                  |
| 6月11日          | 増田恵子                                                           |                  |
| 6月18日          | とにかく明るい安村                                                 |                  |
| 6月25日          | ルー大柴                                                           |                  |
| 7月2日           | ケンドーコバヤシ                                                   |                  |
| 7月9日           | 庄司智春                                                           |                  |
| 7月16日          | 有村昆                                                             |                  |
| 8月6日           | 蛭子能収                                                           |                  |
| 8月13日          | ぺえ(おネエカリスマショップ店員)                                   |                  |
| 8月20日          | 滑川康男                                                           |                  |
| 8月27日          | 池谷幸雄                                                           |                  |
| 9月3日           | 清水圭                                                             |                  |
| 9月10日          | 田中聖                                                             |                  |
| 9月17日          | DEEN 稲村亜美(代理MCも兼ねて) 島田秀平 大宮千莉(子役) 赤峰優(子役) |                  |
| 9月24日          | 安めぐみ                                                           |                  |
| 10月1日          | 吉田潤喜(ヨシダソース会長) コトブキツカサ                          |                  |
| 10月8日          | 武蔵川親方 堀口茉純                                                |                  |
| 10月22日         | 金石昭人                                                           |                  |
| 10月29日         | とよた真帆                                                         |                  |
| 11月5日          | トシ&リティ(スピリチュアルカウンセラー)                            |                  |
| 11月12日         | 安田美沙子                                                         |                  |
| 11月19日         | 益子直美                                                           |                  |
| 11月26日         | 潮田玲子                                                           |                  |
| 12月3日          | 三瓶                                                               |                  |
| 12月10日         | 田中雅美                                                           |                  |
| 12月17日         | 具志堅用高 堀口茉純                                                |                  |

| 2017年放送リスト | 2017年放送リスト             | 2017年放送リスト |
| 日時             | ゲスト                       |                  |
| ---------------- | ---------------------------- | ---------------- |
| 1月7日           | 青木愛                       |                  |
| 1月14日          | 陣内貴美子                   |                  |
| 1月21日          | 吉田潤喜(ヨシダグループ会長) |                  |
| 1月28日          | 丸山桂里奈                   |                  |
| 2月4日           | しずちゃん                   |                  |
| 2月11日          | 小椋久美子                   |                  |
| 2月18日          | 内山信二                     |                  |

## 主なコーナー
「ようこそ！ポリシャン」
毎週ゲストを迎えて、そのゲストが衣・食・住などにまつわるオススメのものを3つ紹介し、それを基にトークを展開する。
「教えて!ワクワク23区」→「教えて区長東京23区」
意外と知らない区のイベントサービスや進行中の区のプロジェクト、さらに２３区のトリビアなどを区長に紹介してもらうコーナー。原則としてスタジオに区長が登場して紹介するが、スケジュールの都合上、放送当日スタジオに来られない区長がいるため、その場合は事前収録で区の様々なスポットにて町亞聖が区長にインタビューしたVTRが放送される。
「真ちゃんのニコニコ時短レシピ!」→「カラダにうれしい真ちゃんゴハン」
子育て中の主婦や忙しい都会人に向けて“時短”にこだわったレシピを紹介するコーナー。
「朝比奈彩の勝手に江戸小町」
朝比奈彩が都内各地の江戸時代にまつわる歴史スポットを、堀口茉純と訪れ、勝手に江戸小町を目指していくコーナー。コーナー内には、「今週の散歩メシ」というそのスポットで人気の飲食店の料理が紹介される。VTR終了後には、朝比奈から雑学クイズが出題される。このコーナーが発展する形で、後継番組の『週末ハッピーライフ! お江戸に恋して』が放送されることになった。
「ドキドキプレゼントクイズ」
毎週、視聴者3名に週替わりの豪華プレゼントが贈られる。応募には、番組の途中でゲストから発表される3文字のキーワードが必須になる。

### 終了したコーナー
「こちとら新装開店でぃ!」
都内にオープンしたお店を紹介するコーナー。その一方で、惜しまれながら閉店するお店情報も紹介していた。
「電車でGo!Go!ラーメン」
半蔵門駅から、電車に乗り一駅ずつお得でおいしいラーメン屋さんを紹介していくコーナー。
「東京ウキウキMAP」
松尾雄治と中村アンが、ウキウキする東京のスポットを実際にロケに行き紹介!エクササイズやダンス、料理や物作りなどのお稽古ごとを体験!訪れたスポットをホームページ上でマッピング！放送後にWEBコンテンツとしても楽しめるよう工夫し「東京ウキウキMAP」の完成を目指すコーナー。
「“ココロカラダ”いきいきスタイル」
人気雑誌の編集長や、ゲストを迎え、コーナータイトル通り「ココロ」と「カラダ」がいきいきするような情報を紹介するコーナー。
「業界最速!?モリモリ芸能一週間」
1週間の芸能ニュースを業界最速?に紹介するコーナー。
「朝比奈彩のまるっと初体験」
淡路島から上京して間もない朝比奈彩が、東京の各地の人気スポットを寺田真二郎と巡るコーナー。2016年3月終了。

## 放送時間
| 期間       | 期間       | 放送時間（日本時間）         |
| ---------- | ---------- | ---------------------------- |
| 2013.01.11 | 2013.03.29 | 金曜日 11:30 - 11:55（25分） |
| 2013.04.05 | 2013.09.28 | 金曜日 11:30 - 12:00（30分） |
| 2013.10.04 | 2014.03.28 | 金曜日 11:00 - 12:00（60分） |
| 2014.04.04 | 2014.09.26 | 金曜日 11:00 - 11:55（55分） |
| 2014.10.03 | 2015.03.27 | 金曜日 11:15 - 12:10（55分） |
| 2015.04.04 | 2016.03.26 | 土曜日 10:30 - 11:25（55分） |
| 2016.04.02 | 2017.03.25 | 土曜日 11:00 - 11:55（55分） |

## スタッフ
- 構成：下田雄大、塚腰ゆうすけ
- ディレクター：松田敏樹、山根敬史
- FD：福井崇、山本詞織
- 演出：丹波忠寛
- プロデューサー：大川貴史
- 制作協力：アンドオン
- 製作著作：TOKYO MX

## 関連番組
- ハーフタイム（月-木の同時刻、2013年4月 - 9月）